# Янбулатов, Усман Хасанович
Усман Хасанович Янбулатов (1876 — ?) — русский офицер. Герой Первой мировой войны.

## Биография
Родился в 1876 году в башкирской семье Сеитовской волости Оренбургского уезда, Оренбургской губернии.
На военной службе с 1897 года в 11-м драгунском Рижском полку.
Участник Первая мировая война с 1914 года подпрапорщик 11-го драгунского Рижского полка. За храбрость был награждён Георгиевским крестом IV степени за № 102974, III степени за  № 7202, II степени за № 1450 и I степени за № 131:
За отличия, оказанные в делах против неприятеля
16 апреля 1915 года за «боевые отличия» приказом Главнокомандующего армиями Юго-Западного фронта генерала от инфантерии Н. И. Иванова за № 477 произведен в прапорщики.
Осенью 1915 добровольцем вступил в партизанский отряд 11-й кавалерийской дивизии. 16 ноября 1915 года произведён в корнеты. В  1915 года за храбрость был награждён Орденом Святого Владимира 4-й степени с мечами и бантом:
За то что в ночь с 14 на 15 ноября 1915 года в деревне Невель во  время набега партизанских отрядов первым ворвался в господский дом и вместе с драгунами Павлом Кузнецовым и Хрипуновым лично захватил в плен начальника 82-й пехотной дивизии генерала Фабариуса
23 февраля 1916 года за храбрость был награждён Орденом Святой Анны 4-й степени с надписью «За храбрость».
С 16 августа 1917 года произведён в штаб-ротмистры. В 1917 году направлен в стрелковый полк 11-й  кавалерийской дивизии.
21 октября 1917 года Постановлением Петроградской Георгиевской Думы за храбрость был награждён Орденом Святого Георгия IV степени.
21 ноября 1917 года за храбрость приказом по 7-й армии за № 1888 был награждён Георгиевским оружием:
За то, что в бою 6 июля 1917 года у деревень Конюхи и Бышки, командуя
ударным эскадроном, штыками выбил противника из наших окопов и на его плечах
ворвался в неприятельские окопы, где, переколов часть противника, захватил в плен 1 офицера и 45 солдат
Участник Гражданской войны. В 1919 году  командир 1-го кавалерийского полка Башкирского корпуса в бригаде М. Л. Муртазина, в августе бригада перешла на сторону Красной армии.